# Pogonortalis hians
Pogonortalis hians är en tvåvingeart som beskrevs av Schneider och Mcalpine 1979. Pogonortalis hians ingår i släktet Pogonortalis och familjen bredmunsflugor. Inga underarter finns listade i Catalogue of Life.